# Viola sikkimensis
Viola sikkimensis är en violväxtart som beskrevs av Wilhelm Becker. Viola sikkimensis ingår i släktet violer, och familjen violväxter. Inga underarter finns listade i Catalogue of Life.